# Islas Tussac
Las islas Tussac (51°40′S 57°44′O / -51.667, -57.733) se encuentran en la zona este de la isla Soledad del archipiélago de las Malvinas. Administrativamente pertenece al departamento Islas del Atlántico Sur de la provincia de Tierra del Fuego, Antártida e Islas del Atlántico Sur.
Estas pequeñas islas emergen en el sector oriental de la península de Freycinet, a unos 900 m de la costa sur del puerto Groussac y al noreste de Puerto Argentino. Además se ubican a unos 1800 m al oeste-noroeste del cabo San Felipe y al sur de la punta Celebroña. Están compuestas por dos islotes, de 23 m y 27 m de altura, entre los cuales hay un canal relativamente profundo.